# Arhopala padus
Arhopala padus är en fjärilsart som beskrevs av Felder 1865. Arhopala padus ingår i släktet Arhopala och familjen juvelvingar. Inga underarter finns listade i Catalogue of Life.